# Marc Douez
Marc Douez (20 de septiembre de 1981) es un deportista australiano que compitió en remo como timonel. Ganó tres medallas en el Campeonato Mundial de Remo entre los años 2003 y 2005.

## Palmarés internacional
| Campeonato Mundial | Campeonato Mundial | Campeonato Mundial | Campeonato Mundial      |
| Año                | Lugar              | Medalla            | Prueba                  |
| ------------------ | ------------------ | ------------------ | ----------------------- |
| 2003               | Milán (Italia)     | Medalla de plata   | Dos con timonel         |
| 2004               | Bañolas (España)   | Medalla de bronce  | Ocho con timonel ligero |
| 2005               | Kaizu (Japón)      | Medalla de oro     | Dos con timonel         |